# 제15회 가치봄영화제
제15회 가치봄영화제는 2014년 9월 26일에 열린 시상식이다.

## 수상 및 후보

### 대상
- 반짝이는 박수 소리 - 이길보라 수상

### 우수상
- 서른 넷, 길 위에서 - 김병철 수상
- 미드나잇 썬 - 강지숙 수상

### 인권상
- 리나 - 박정심 수상

### 신진감독상
- 케인 - 김소정 외 2명 수상

### 특별상
- 나의 소리 - 박범수 수상

### PDFF 경선
- 원더랜드 - 차수연
- 케인 - 김소정 외 2명
- Hear You - 박미현
- 나의 소리 - 박범수
- 키친 1015 - 강경환
- 화려한 퇴장 - 신소정
- 높이뛰기 - 김진유
- 미드나잇 썬 - 강지숙
- 할비꽃 (5년만의 외출) - 한승훈
- 리나 - 박정심
- 호두 - 김강수
- 눈을 감으면 - 송원재
- 반짝이는 박수 소리 - 이길보라
- 서른 넷, 길 위에서 - 김병철

### 장애인미디어운동
- 시계토끼 - 선명지
- 우리들의 삶, 들어보실래요? - 이정임
- 카페 이매진 - 최연주
- 뿔 - 유석종
- 사랑의 벽 - 정근철
- 그들만의 세상 - 홍지호
- 네바퀴와 함께하는 외출 - 신동호

### 특별상영
- 더 재즈 쿼텟 - 유대얼
- 에튀드, 솔로 - 유대얼

### 해외영화초청
- 비 마이 브라더 - 제네비에브 클레이
- 아름다운 - 제네비에브 클레이
- 인터뷰어 - 제네비에브 클레이 외 1명
- 아스퍼거 인생 - 제이미 엣킨스
- 아이샤의 노래 - 올란도 폰 아인지델
- 실명에 관한 노트 - 피트 미들턴 외 1명